# Visage inoubliable
Pour plus de détails, voir Fiche technique et Distribution.
Visage inoubliable (面影, Omokage) est un film japonais de Heinosuke Gosho sorti en 1948.

## Synopsis
Pendant ses vacances d'été, Ryuichi Kawazaki, un ingénieur veuf qui approche de la trentaine, rend visite à son mentor, le professeur Inagaki, dans sa maison en bord de mer. Lorsqu'il rencontre Sachiko, la jeune nouvelle épouse du professeur Inagaki, Ryuichi est bouleversé par sa ressemblance avec sa femme décédée trois ans plus tôt.
Ryuichi est irrésistiblement attiré par Sachiko et lutte pour cacher ses sentiments. Le couple Inagaki, qui attribue la mélancolie du jeune homme à la perte de sa femme, le presse de se remarier avec leur nièce Kaoru mais il décline la proposition. Seule Fumiko, la sœur ainée de Sachiko semble soupçonner quelque chose.
Un jour qu'ils sont surpris par un orage alors qu'ils faisaient du bateau, Ryuichi, Sachiko et Kaoru sont contraints de passer la nuit dans une auberge. Incapable de trouver le sommeil, Ryuichi part se promener sur la plage et tombe sur Sachiko qui n'arrive pas non plus à dormir. Il lui déclare sa flamme et Sachiko, confuse de ses propres sentiments, s'enfuit.
De retour chez les Inagaki, le professeur s’aperçoit que quelque chose s'est produit, il presse sa femme de questions et celle-ci lui avoue ce qui s'est passé. Le professeur, conscient de la différence d'âge entre sa femme et lui, demande alors à Ryuichi de s'en aller, tentant de le convaincre de ne pas céder aux caprices du destin.

## Fiche technique
- Titre : Visage inoubliable[1]
- Titre original : 面影 (Omokage?)
- Réalisation : Heinosuke Gosho
- Scénario : Kennosuke Tateoka d'après une idée originale de Heinosuke Gosho
- Photographie : Seiichi Kizuka
- Musique : Tōroku Takagi (ja)
- Producteur : Toshiro Ude
- Sociétés de production : Tōhō
- Pays d'origine :  Japon
- Langue originale : japonais
- Format : noir et blanc - 1,37:1 - son mono
- Genre : drame, mélodrame
- Durée : 96 minutes[2] (métrage : 10 bobines - 2 630 m[2])
- Date de sortie :
  - Japon : 4 avril 1948[2].

## Distribution
- Ichirō Ryūzaki (ja) : Ryuichi Kawazaki

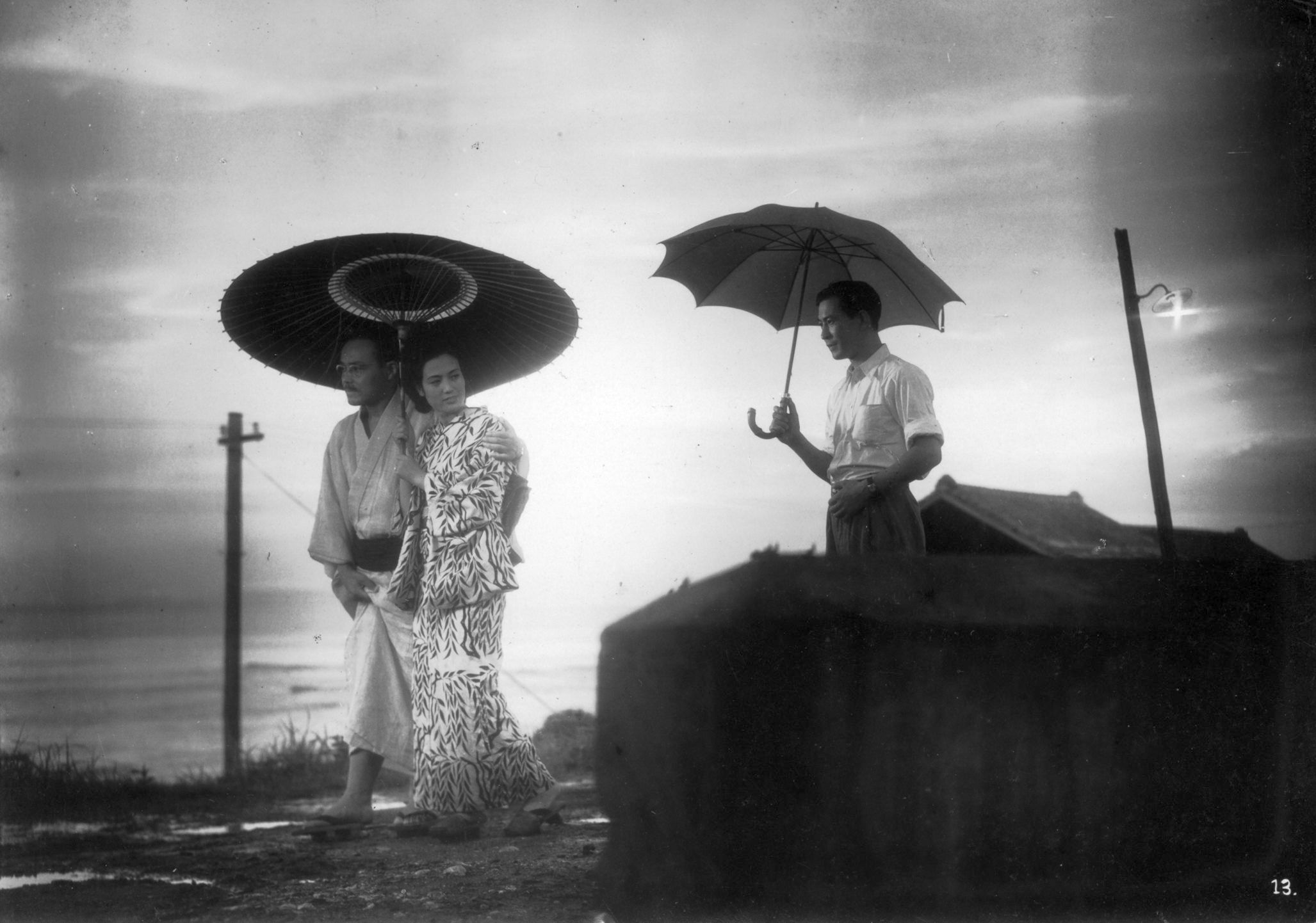
Scène du film avec Ichirō Sugai, Yuriko Hamada et Ichirō Ryūzaki.

- Ichirō Sugai : le professeur Inagaki
- Yuriko Hamada : Sachiko
- Chishū Ryū : le médecin
- Setsuko Wakayama : Kaoru
- Ranko Akagi : Fumiko

## Commentaire
Visage inoubliable est le deuxième film réalisé pour la Tōhō par Heinosuke Gosho après le succès de Encore une fois (今ひとたびの, Ima hitotabi no) l'année précédente.